# Ricarda Gonzaga
Ricarda Gonzaga (Novellara, 22 de febrero de 1698 - Massa, 24 de noviembre de 1768) fue una noble italiana perteneciente a la familia Gonzaga.

## Biografía
Ricarda nació en el municipio de Novellara, Italia, siendo la segunda hija de Camilo III Gonzaga, conde de Novellara y Matilda de Este, princesa de San Martino in Rio. El 29 de abril de 1715, a la edad de diecisiete años, contrajo matrimonio por poderes con Alderano I Cybo-Malaspina, duque de Massa y príncipe de Carrara. Sin embargo, el matrimonio permaneció sin hijos por diez años y se acusó a Ricarda de ser estéril. Desprovisto de hermanos o primos para tener un heredero, el duque Alderano pasó los primeros diez años de su vida de casado y de soberano oprimido por el fantasma de la extinción de la dinastía y de la desintegración del estado. Finalmente, en 1725, nació la primera hija de la pareja, María Teresa, a la cual le siguieron dos más en una rápida sucesión: María Ana en 1726 y María Camila, nacida póstuma en 1728.
Mujer fuerte y de voluntad decidida, Ricarda actuó como regente (1731-1744) de su hija mayor tras la muerte de su marido en 1727. En 1741, estuvo a favor de la unión de su hija María Teresa con el futuro duque de Módena y Reggio Hércules III de Este. La unión amplió los dominios Este, proporcionándoles a la vez una salida al mar.
Ricarda dividió su vida entre Massa, Novellara (ducado heredado de su padre) y Reggio, la residencia favorita de María Teresa. Falleció el 24 de noviembre de 1768 a los 70 años, en Massa, y fue enterrada en la Catedral de Massa.

## Descendencia
De su matrimonio con Alderano nacieron tres hijas:
- María Teresa (Novellara, 29 de junio de 1725 - Módena, 29 de diciembre de 1790), casada en 1741 con Hércules III de Este, con descendencia.
- María Ana Matilda (Massa, 10 de abril de 1726 - Roma, 1797), casada en 1748 con Horacio Albani, segundo príncipe de Soriano y Cimino, con descendencia.
- María Camila (Massa, 29 de abril de 1728 - 1760), casada en 1755 con Restaino Gioacchino di Tocco Cantelmo Stuart, quinto príncipe de Montemiletto, Pettorano, y Titolare di Acaia, sin descendencia.